# روآن، ایندیانا
روآن (به انگلیسی: Roann) یک شهر در ایالات متحده آمریکا است که در شهرستان وابش، ایندیانا واقع شده‌است. روآن ۰٫۵۹ کیلومتر مربع مساحت و ۴۷۹ نفر جمعیت دارد و ۲۳۰ متر بالاتر از سطح دریا واقع شده‌است.